# Mykoła Bałakin
Mykoła Mykołajowycz Bałakin, ukr. Микола Миколайович Балакін, ros. Николай Николаевич Балакин, Nikołaj Nikołajewicz Bałakin (ur. 26 kwietnia?/9 maja 1911 w Kijowie, Imperium Rosyjskie, zm. 3 września 1992 w Kijowie, Ukraina) – ukraiński piłkarz, grający na pozycji napastnika, trener i sędzia piłkarski.

## Kariera piłkarska
Wychowanek drużyny Szkoły Robotniczej w Kijowie. W 1929 rozpoczął karierę piłkarską w drużynie Żełdor Kijów. Potem do rozpoczęcia Mistrzostw ZSRR występował w zespołach Dynamo Kijów i Medyk Kijów. W 1936 debiutował w pierwszych mistrzostwach ZSRR w składzie Łokomotywu Kijów. W 1940 został zaproszony do Dynama Kijów. W 1946 roku odszedł do BO Kijów, w którym zakończył karierę piłkarza.

## Kariera trenerska
Karierę szkoleniowca rozpoczął będąc piłkarzem BO Kijów, kiedy to łączył funkcje trenerskie i piłkarskie. Wcześniej, w latach 40. XX wieku prowadził Łokomotyw Kijów.

## Kariera sędziowska
W 1947 rozpoczął arbitraż meczów piłkarskich. Od 1950 do 1965 sędziował 90 meczów jako główny arbiter w Wysszej Lidze ZSSR (ogółem 119). Jako sędzia liniowy obsługiwał 17 meczów. Sędzia kategorii ogólnokrajowej (29.12.1952), sędzia kategorii FIFA (1958). Stał się pierwszym ukraińskim arbitrem kategorii międzynarodowej FIFA. Za jego wkład w sędziowanie piłkarskie przyznano mu srebrny medal pamiątkowy "Za sędziowanie 80 meczów mistrzostw ZSRR" oraz odznaki honorowe arbitra kategorii ogólnokrajowej za 25 lat praktyki sędziowskiej i "Honorowego sędziego".
W 1959 został wybrany na przewodniczącego nowo założonego Ukraińskiego Związku Piłki Nożnej, a od lutego 1961 do 1983 kierował Kolegium Arbitrów Ukraińskiej SRR. W połowie lat 50. XX wieku był członkiem Prezydium Sekcji Piłki Nożnej ZSRR, a w latach 60. był członkiem Prezydium Kolegium Arbitrów ZSRR. Od 1952 do 1984 pracował jako wykładowca i kierownik działu piłki nożnej Kijowskiego Instytutu Kultury Fizycznej. Przez 10 lat stał na czele działu piłki nożnej i hokeja w Kijowskim Instytucie Kultury Fizycznej od jego powstania w 1963 roku.
Zmarł 3 września 1992 roku w wieku 81 lat.

## Sukcesy i odznaczenia

### Sukcesy piłkarskie
Dynamo Kijów
- finalista Pucharu Ukraińskiej SRR: 1945

### Sukcesy trenerskie
BO Kijów
- wicemistrz Ukraińskiej SRR: 1946

### Sukcesy indywidualne
- 2-krotnie wybrany do listy najlepszych arbitrów ZSRR: 1953, 1964.

### Odznaczenia
- tytuł Mistrza Sportu ZSRR
- tytuł Zasłużonego Trenera Ukrainy